# El Calaa
El Calaa (en árabe: تاغزوت‎, en francés: Kalaat) es una localidad marroquí perteneciente al municipio de Tagsut, en la región de Tánger-Tetuán-Alhucemas. Desde 1912 hasta 1956 perteneció a la zona norte del Protectorado español de Marruecos.